# Oberlandeskulturgericht

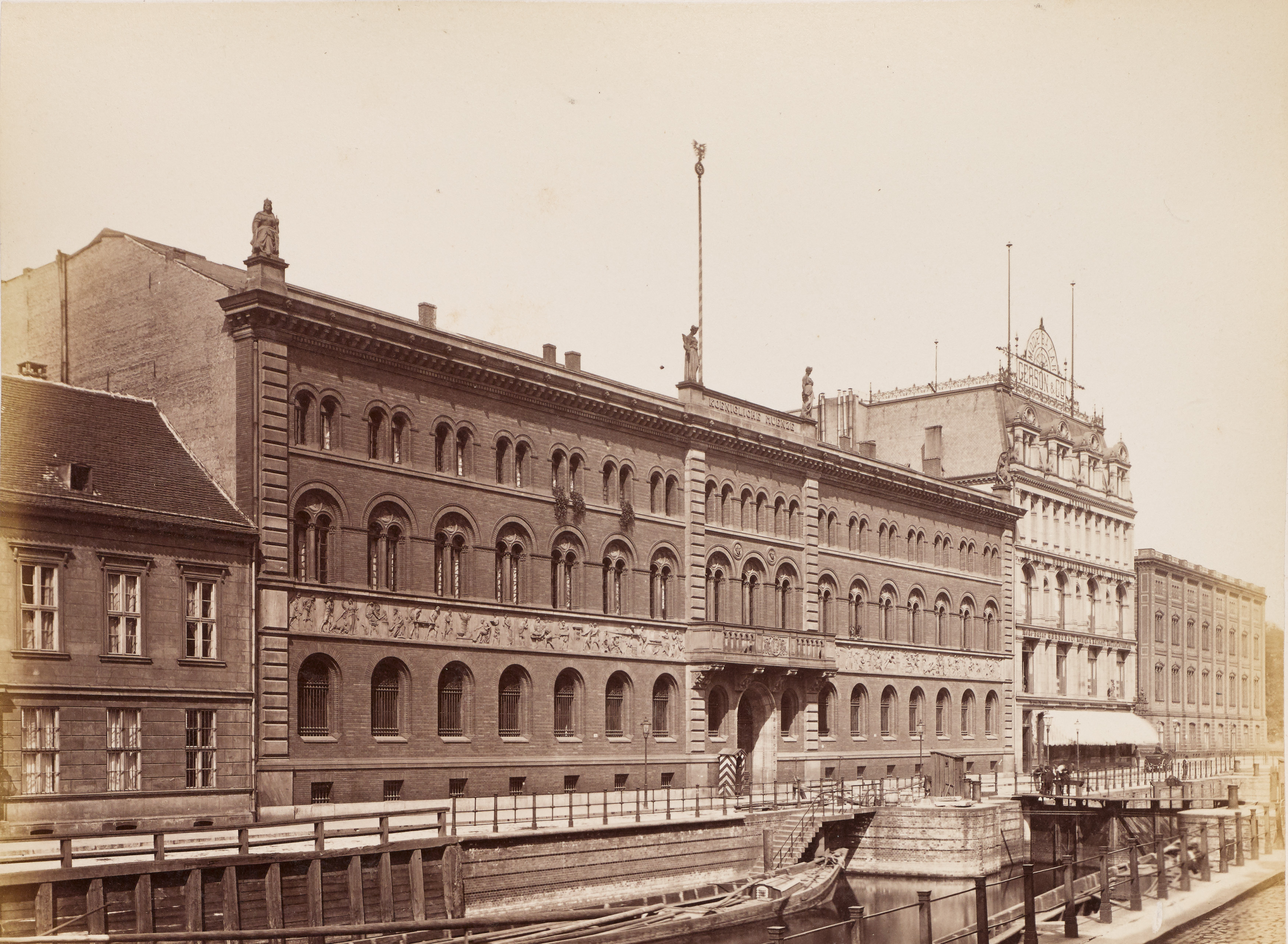
Oberlandeskulturgericht (links neben dem Münzgebäude)
Fotografie von F. Albert Schwartz, 1885

Das Oberlandeskulturgericht war eine Gerichts- und Verwaltungsbehörde in Preußen mit Sitz in Berlin. Es bildete gegenüber den Generalkommissionen die zweite Instanz in landwirtschaftsrechtlichen Auseinandersetzungsangelegenheiten (Ablösungen, Gemeinheitsteilungen, Zusammenlegungen usw.).
Im Jahre 1845 trat es unter dem Namen Revisionskollegium für Landeskultursachen an die Stelle von acht seit 1817 bestehenden Revisionskollegien (Berlin, Königsberg, Marienwerder, Stettin, Magdeburg, Breslau, Münster, Posen). 1880 erfolgte die Umbenennung in Oberlandeskulturgericht, 1919 in Oberlandeskulturamt. Dessen Zuständigkeit ging 1932 auf das Oberverwaltungsgericht über.
Zu den Präsidenten gehörten Carl Eduard Oppermann (ab 1868/69), Albert Glatzel (ab 1881, † 1896), Friedrich Rintelen (ab 1896), Hermann Metz (ab 1907), Ernst Articus (ab 1918) und Paul Krenzlin (1920–1933). Der Sitz des Oberlandeskulturgerichts bzw. des Oberlandeskulturamts war von 1880 bis 1932 in der Unterwasserstraße 5 neben dem Münzgebäude. Die Gebäude wurden 1934 für den Bau der Reichsbank abgerissen.